# Bolívar Banco
Bolívar Banco fue una institución financiera especializada en banca universal de Venezuela, cuya sede principal se encontraba en Caracas. Estaba ubicada dentro del Estrato Mediano según la calificación SUDEBAN. Para enero de 2008 el banco tenía en toda Venezuela 2 agencias y 38 sucursales, denominadas por la misma institución estaciones financieras. El banco estaba dirigido esencialmente a los segmentos de la sociedad A y B. Esta institución fue intervenida a puertas cerradas el 30 de noviembre de 2009 y luego pasó a formar parte de la institución estatal Bicentenario Banco Universal.

## Historia
Fue fundado en marzo de 1996 como bolívar Banco de Inversión luego de ser adquirido Seguridad Banco de Inversión por parte del empresario Bernardo Velutini, que operaba desde 1992. En 1999 se transforma en Bolívar Banco Universal, ello produjo una polémica por parte de historiadores, entre ellos Jorge Olavarría quien demandó a la entidad financiera en el Servicio Autónomo de Propiedad Intelectual (SAPI) basándose en la Ley sobre el uso del Nombre, la Efigie y los Títulos de Simón Bolívar, que indica que no se puede utilizar el nombre de Simón Bolívar para fines comerciales y lucrativos. Luego de los problemas presentados por el nombre, se transforma en bolívar Banco en 2001 haciendo referencia a la unidad monetaria, que escribe con letra minúscula. En 2006 el Grupo Financiero bolívar adquiere BanPro. En 2007 bolívar Banco y BanPro fueron adquiridos por el Banco Confederado conservando sus nombres.
Posteriormente, en operación no autorizada por SUDEBAN, el empresario venezolano Ricardo Fernández Barrueco adquirió en agosto del año 2009 dichas instituciones financieras junto con el Banco Canarias. Sin embargo, se detectaron irregularidades, por parte de este empresario y sus socios, que condujeron a la intervención de bolívar Banco y Banco Confederado el 23 de noviembre de 2009 a puerta abierta (continuando sus operaciones normalmente y a puerta cerrada las demás. Una semana después, el Gobierno de Venezuela, ordenó el cierre de las dos primeras instituciones. El Banco fue rehabilitado y adquirido por el Estado venezolano y fue integrado a la institución financiera estatal Bicentenario Banco Universal.

## Operaciones en Internet
La página Web del banco mostró información relacionada con esta institución hasta que el día 19 de diciembre de 2009, toda referencia fue redirigida al dominio bicentenariobu.com perteneciente al Bicentenario Banco Universal. El registro correspondiente al dominio bolivar.com venció el 10 de octubre de 2011.